# 고양이들의 아파트
고양이들의 아파트(Cats' Apartment)는 한국에서 제작된 정재은 감독의 2020년 다큐멘터리 영화이다. 김포도 등이 주연으로 출연하였다.

## 출연

### 주연
- 김포도
- 이인규
- 김수만

## 제작진
- 제작진행: 정희태
- 라인프로듀서: 강명지
- 스크립터: 정희윤
- 조감독: 서지민
- 음향편집: 김규만
- 음향편집: 김활빈
- 음향편집: 이성희
- 사운드슈퍼바이저: 장철호
- 타이틀디자인: 이소영
- 마케팅총괄: 정상진
- 마케팅책임: 주희
- 마케팅: 조계영
- 마케팅: 서정민
- 마케팅: 송치욱
- 광고디자인: 김민정
- 조류 전문 촬영: 김수만
- 촬영지원: 윤진식
- 촬영지원: 김길자
- 촬영지원: 김기용
- 촬영지원: 김형주
- 촬영지원: 엄혜정
- 촬영지원: 이인규
- 촬영지원: 신경미
- 촬영지원: 이성민
- 항공촬영: 서지민
- 항공촬영: 조은표
- 디지털색보정: 박보경
- 디지털색보정: 기정구
- 디지털색보정: 함종민
- 디지털색보정: 이명훈
- 디지털색보정: 전혜수
- 배급 총괄: 정상진
- 배급 책임: 주희
- 배급 담당: 강진권
- 배급 담당: 김서연
- 마케팅 진행: 박혜진
- 마케팅 진행: 우민희
- 마케팅 지원: 김은지
- 마케팅 지원: 김휘진
- 배급 총괄: 정우정
- 배급 총괄: 황혜림
- 배급 책임: 정우정
- 배급 책임: 황혜림
- 배급 진행: 이진주
- 배급 진행: 이수민
- 온라인 마케팅: 김호진
- 온라인 마케팅: 조윤서
- 온라인 마케팅: 김보라
- 온라인 마케팅: 임세영
- 온라인 마케팅: 이은정
- 온라인 마케팅: 김규민
- 온라인 광고 디자인: 최진희
- 예고편: 권태영
- 번역 검수: Dana Minyoung Kim
- 번역 검수: Rachel Sooyeon Song
- 해외배급 책임: 손민경
- 해외배급 진행: 주아람
- 해외배급 진행: 박혜진
- 해외배급 진행: 장예원
- 해외배급 관리: 성윤지
- 번역: 김여정
- 사진: 표기식